# Nirṛti
Nirṛti (निऋती; Nirriti) hinduistička je božica povezana sa smrću i žalovanjem, čije ime znači „nedostatak”. Spomenuta je u nekoliko himni u Rigvedi. Atharvaveda (अथर्ववेद) opisuje Nirṛti kao plavokosu ženu, dok ju drugi tekst, Taittiriya Brahmana, opisuje kao tamnu ženu odjevenu u tamnu odjeću.
Ova je božica povezana s Kali i Alakšmi. Kali, čije ime znači „crna”, prikazuje se kao žena crne ili tamnoplave kože, dok je Alakšmi suprotnost dobre božice Lakšmi. Još je jedna božica povezana s Nirṛti – Dhumavati (jedna od Mahavidya). Nirṛtina sveta životinja je vrana.

## Poveznice
- Alakšmi